# گورستان شیرکوه
گورستان شیرکوه مربوط به هزاره اول قبل از میلاد است و در شهرستان رودسر، بخش رحیم آباد، روستای لسبو واقع شده و این اثر در تاریخ ۱۹ مرداد ۱۳۸۴ با شمارهٔ ثبت ۱۲۸۱۶ به‌عنوان یکی از آثار ملی ایران به ثبت رسیده است.